# ピザチーズ

ピザチーズを使った、アメリカ風ピザ

ピザチーズ（英: Pizza cheese）は、ピザに乗せて加熱することにより、ほど良く溶けるように作られた低温殺菌のプロセスチーズ。モッツァレッラ用の特殊な製造設備を要せず、通常の設備で製造できるため、北米などではモッツァレッラの代用として使われる。加熱により柔らかい食感を持ち、切り分けると糸状に伸びる。香料が添加され、ハーブやピーマン、トマトなどをあわせることによりピザの風味を再現することができる。